# Helga Pedersen (Norvège)
Pour les articles homonymes, voir Helga Pedersen et Pedersen.
Helga Pedersen, née le 13 janvier 1973 à Sør-Varanger (Norvège), est une femme politique norvégienne, membre du Parti travailliste et ancienne ministre.

### Sources
- (en) Cet article est partiellement ou en totalité issu de l’article de Wikipédia en anglais intitulé « Helga Pedersen (Norway) » (voir la liste des auteurs).